# Poker Flat Research Range
Poker Flat Research Range (PFRR) ist ein Startplatz für Höhenforschungsraketen in Alaska, der seit 1968 vom geophysikalischen Institut der University of Alaska Fairbanks betrieben wird.
Die Poker Flat Research Range hat fünf Abschussrampen. Dort wurden seit 1954 zahlreiche suborbitale Raketen, insbesondere der Typen Nike und Arcas gestartet.
Die bislang größten in Poker Flat gestarteten Raketen waren vom Typ Black Brant XII.